# Herbert Samuel
Sir Herbert Louis Samuel, Întâi Viconte Samuel (n. 6 noiembrie 1870, Liverpool, Anglia, Regatul Unit al Marii Britanii și Irlandei – d. 5 februarie 1963, Londra, Anglia, Regatul Unit) a fost un om politic liberal și diplomat britanic, de origine evreu, liderul Partidului Liberal între anii 1931-1935, cel dintâi Înalt Comisar al Palestinei sub mandat britanic (1920-1925). Samuel a fost cel dintâi evreu neconvertit, care a servit ca ministru într-un guvern britanic, și care a fost ales în fruntea unui partid politic important din Regatul Unit. El a fost de asemenea cel dintâi evreu care a condus o entitate teritorială în Palestina-Țara Israel, la 2000 ani după desființarea de către romani a ultimelor entități statale ale evreilor în regiune. 
El a fost și ultimul reprezentant al Partidului Liberal care a deținut unul din cele patru mari oficii de stat.
Ca ministru adept al „noului liberalism”, Samuel a contribuit la formularea și punerea la vot a unei legi de reformă socială. 

## Biografie

### Copilăria și tinerețea
Herbert Samuel s-a născut în 1870 la Liverpool, Lancashire, intr-o familie evreiască. Numele său ebraic în registrele comunității israelite era Eliezer Ben Pinhas Samuel. Casa în care s-a născut se afla la Clermont, Calea Belvedere nr.11, Toxteth. Ea găzduiește în prezent Academia Belvedere. 
Părinții lui Herbert Samuel erau bancherul Edwin Louis Samuel și Clara, născută Yates.
Samuel a studiat la University College School din Hampstead, la Londra, și apoi la Colegiul Balliol de la Universitatea Oxford.  
De la vârsta de 22 ani la Oxford a renunțat la orice credință religioasă, hotărâre pe care a comunicat-o mamei sale într-o scrisoare. A fost influențat, între altele, în concepțiile sale de cărțile lui Charles Darwin și de cartea „On Compromise” a politicianului liberal John Morley.
Samuel nu a părăsit comunitatea evreiască și, după căsătorie, a păstrat la domiciliu regulile de sâmbetei și ale alimentației rituale evreiești - kashrut, pe care le considera sănătoase pentru sănătate.
Fratele cel mare, Stuart, era de mai mult timp activ politic și a fost ales deputat în Camera Comunelor.

### Începutul carierei politice. Ministru
La 18 ani Samuel a devenit activ in Partidul Liberal, iar în 1902 a fost si el ales deputat in Camera Comunelor din partea acestui partid. Prima sa numire guvernamentală s-a produs în anul 1906 într-un post la Ministerul de Interne. Premierul britanic Herbert Henry Asquith l-a promovat în 1909, făcând ca Samuel să devină cel dintâi evreu neconvertit numit membru al guvernului, mai întâi cancelar al ducatului Lancaster, apoi ministru al poștelor și apoi la Home Office - ministru de interne.
Samuel s-a numarat printre cei care, în anii Primului Război Mondial au avansat în 1915 ideea unui protectorat britanic în Palestina, care a influentat Declarația Balfour din 1917.
Herbert Samuel a fost căsătorit cu Beatrice Myriam născută Franklin (1871-1959), dintr-o familie evreiască din Londra. Familia Franklin avea rădăcinile într-o familie de evrei din Boemia și Polonia, numită Frankel sau Frenkel, care și-a anglizat numele după emigrarea în Anglia.
Când Partidul Liberal a scindat în anul 1916 în două fracțiuni - cea a lui Asquith și cea a lui David Lloyd George, Samuel a rămas de partea lordului Asquith și a trebuit să rămână în afara cabinetului format de Lloyd George.
Când în anii 1917-1918 Imperiul Otoman a suferit înfrângeri pe frontul din Orientul Apropiat și armata britanică cucerit Palestina, Samuel, care, în 1918 și-a pierdut locul în parlament, a devenit unul din candidații potențiali pentru a reprezenta interesele britanice în regiune. 
Încă înaintea acordului dintre puterile Antantei care au învins în războiul mondial, asupra împărțirii fostelor teritorii otomane, Samuel a fost numit Înalt Comisar pentru Palestina din partea Ministerului Coloniilor al Marii Britanii. El a intrat în această funcție la 1 iulie 1920.

#### Dreptul de vot pentru femei
Inițial, Samuel nu a sprijinit dreptul de vot pentru femei, dar și-a schimbat curând poziția. În 1917 un forum parlamentar a fost însărcinat să pregătească acordarea acestui drept, dar fără să se refere la dreptul femeilor de a candida la parlament. La 23 octombrie 1918 Samuel a supus la vot o moțiune separată care susținea și dreptul femeilor de a fi alese în parlament.
Moțiunea a fost adoptată cu 274 voturi pentru și 25 contra, iar guvernul a elaborat o lege care urma să se aplice în alegerile din 1918.

### Înalt Comisar pentru Palestina

#### Împrejurările
La o lună după ce în noiembrie 1914 Regatul Unit a declarat război Imperiului Otoman, Herbert Samuel l-a întâlnit pe dr.Haim Weizmann, care urma să fie ales președinte al Organizației Sioniste Mondiale și peste câteva decenii, cel dintâi președinte al Israelului.  
Samuel era deja un adept convins al cauzei sioniste si credea ca doleanțele lui Weizmann erau prea modeste. Dupa cum a notat Weizmann, Samuel credea ca evreii reîntorși în Palestina vor putea contribui la propășirea acestei regiuni, vor construi căi ferate, porturi, o Universitate, rețele de scoli, și , poate chiar vor reconstrui Templul din Ierusalim, ca un simbol al unității evreilor, desigur într-o formă modernă.
O lună mai târziu, Samuel a difuzat în rândul colegilor de cabinet un memorandum , Viitorul Palestinei în care a sugerat întemeierea în Palestina a unui cămin pentru poporul evreu, sub administrație britanică. În memorandum el preciza "Sunt sigur că soluția problemei Palestinei 
care va fi cel mai bine primită de conducătorii și sprijinitorii mișcării sioniste, va fi anexarea acestui teritoriu la Imperiul Britanic."

#### Numirea în funcția de Înalt Comisar al Palestinei
Samuel a fost numit înalt comisar in 1920, înainte de hotărârea Consiliului Ligii Națiunilor de a da Marii Britanii mandatul de a administra Palestina. Guvernământul militar britanic la fața locului s-a întrunit la Cairo pentru pregătirile necesare. În cele din urmă a durat încă doi ani până ce Liga Națiunilor a acordat britanicilor în mod oficial mandatul de administra Palestina în scopul fondării unui Cămin național pentru poporul evreu.
Samuel a servit ca Înalt Comisar al Palestinei până în anul 1925.
El a recunoscut ebraica drept una din cele trei limbi oficiale ale teritoriului, alături de arabă și engleză.
La 11 iunie 1920 i s-a decernat Ordinul Imperiului Britanic cu Marea Cruce de Cavaler.
Numirea lui Sir Herbert Samuel ca Înalt Comisar al Palestinei a fost controversată. În vreme ce sioniștii au fost satisfăcuți de numirea unui evreu sionist, guvernământul militar britanic din Palestina în frunte cu generalul Edmund Allenby și Louis Bols au considerat numirea lui Samuel drept „foarte primejdioasă”. 
Allenby observa ca numirea era ilegală, deoarece numirea unei administrații civile impuse înainte de  semnarea tratatului de pace cu Imperiul Otoman viola atât legea militară cât și Convențiile de la Haga din 1899 și 1907. Bols remarca cum vestea numirii a fost primită cu disperare și consternare de către musulmanii și creștinii din Palestina. Allenby avertiza ca arabii vor vedea în ea un transfer imediat al țării în mâinile unei administrații permanente sioniste și a prezis izbucnirea de violențe pe scară mare. 
Lordul Curzon i-a cerut lui Samuel să revină asupra acceptării postului. Samuel s-a consultat cu o delegație sionistă la Londra, care i-a comunicat ca veștile alarmiste nu sunt justificate. Asociația Musulmano-Creștină a arabilor palestinieni i-a trimis lui Bols o telegramă: Herbert Samuel privit a un lider sionist, și numirea sa ca un prim pas în formarea unui Cămin național sionist în mijlocul poporului arab, contrar doleanțelor acestuia. Locuitorii nu-l pot recunoaște, și Societatea musulmano-creștină nu-și poate lua răspunderea că nu vor izbucni răzmerițe și alte tulburări ale ordinii. Camera Lorzilor a dezbătut și ea chestiunea numirii lui Samuel o zi înaintea venirii lui in Palestina. Lordul Curzon a spus că „în timpul dezbaterilor nu s-au făcut remarci peiorative, dar că s-au exprimat foarte serioase îndoieli asupra înțelepciunii deciziei de a trimite un administrator evreu în acest moment în aceasta țară.”

### Guvernarea sa
Ca Înalt Comisar, Samuel a încercat să medieze între interesele evreiești și arabe, acționând în direcția ralentării imigrației evreilor și câștigarea încrederii populației arabe. El a sperat să obțină participarea arabilor la treburile mandatului și să le apere drepturile civile și economice, dar le-a refuzat orice autoritate care sa le permita sa opreasca imigrația evreiască și cumpărarea de pământuri de către evrei. După Wasserstein, „politica sa urmărea să împace în mod subtil pe arabi cu... politica pro-sionistă a britanicilor.”
Cutuma islamică a vremii prevedea ca Marele Muftiu al Ierusalimului, conducătorul spiritual al musulmanilor în Palestina, să fie numit de conducătorul temporal, până atunci, sultanul otoman din Istanbul, din rândurile unui grup de clerici propuși de clerici indigeni. După ce britanicii au cucerit Palestina, Samuel l-a ales în această funcție pe Hajj Amin al-Husseini, care ulterior s-a dovedit un obstacol în calea administrației britanice a țării. 
În acelaș timp, Samuel s-a bucurat de stima vechii comunități a evreilor din Palestina și a fost onorat prin chemarea la lectura Torei în Sinagoga Hurva din Orașul Vechi al Ierusalimului.
În timpul guvernării lui Samuel guvernul britanic a publicat Cartea Albă a lui Churchill. Ea sprijinea emigrația evreilor spre Palestina, în limitele capacității economice de integrare a țării și definea Căminul național evreiesc în Palestina nu ca impunerea cetățeniei evreiești asupra tuturor locuitorilor Palestinei, ci ca o dezvoltare mai departe a comunității evreiești existente, cu ajutorul evreilor din celelalte părți ale lumii, pentru a deveni un centru in care poporul evreu, pe baze religioase și de rasă, să-și afle interes și mândrie.
Prin proverbiala lui „imparțialitate”, Samuel și-a găsit, totuși, a câștigat încrederea tuturor sectoarelor populației.
El s-a înțeles în mod deosebit cu Pinhas Ruthenberg, căruia i-a concedat în mod exclusiv producția și distribuția electricității în Palestina (de vest) și Transiordania, adesea susținându-l cu tărie pe Ruthenberg în relațiile sale cu Ministerul Coloniilor (Colonial Office) din Londra. Administrația Samuel  a semnat acordul teritorial Ghor-Mudawarra cu triburile beduine din Valea Baysan, cărora le-a alocat 17,954 hectare din pământul statului.
Rolul lui Samuel în Palestina este încă dezbătut. După Wasserstein, el nu este amintit cu simpatie nici de majoritatea istoricilor sioniști, care tind să-l privească ca pe unul din autorii procesului prin care Declarația Balfour în favoarea sionismului a fost diluată și, în cele din urmă trădată de Marea Britanie, și nici de naționaliștii arabi, care au văzut în el personificarea alianței dintre evrei și imperialismul britanic și ca pe unul din responsabilii "izgonirii" arabilor palestinieni din patria lor. De fapt ambele aceste opinii sunt incorecte.

### Comisia Samuel
Dupa întoarcerea lui Samuel în Marea Britanie în 1925, primul ministru l-a însărcinat să stea în fruntea unei comisii care să studieze starea industriei miniere. Comisia Samuel a prezentat raportul cerut în martie 1926, recomandând reorganizarea acestei industrii, dar respingand ideea naționalizării ei.
Raportul a recomandat guvernului retragerea subsidiilor și reducerea salariilor minerilor. Raportul Samuel a fost unul din principalii factori care au provocat greva generală din 1926.

### Continuarea carierei politice
Întors la Camera Comunelor in urma alegerilor generale din 1929, Samuel a fost ales în 1931 vicelider al Partidului Liberal, în vara acelui an ținând locul lui Lloyd George
care era bolnav. Sub conducerea lui Samuel, partidul a intrat în cel dintâi „guvern național” de coaliție condus de Ramsay MacDonald, care s-a format în august 1931. Samuel însuși a deținut portofoliul afacerilor interne (Home Secretary). In imprejurarile in care guvernul a examinat introducerea de tarife protecționiste și opțiunea liberalilor pentru organizarea de noi alegeri au dus la o sciziune în trei a Partidului Liberal.  Sir John Simon a inițiat deja în 1931 desprinderea unei fractiuni sub numele de Partidul Național Liberal.
Liderul liberal Lloyd George a condus un mic grup de Liberali Independenți care s-a opus „Guvernului Național”. Aceasta l-a lăsat pe Samuel lider al partidului restant. Deciziile cu privire la tarife au dus la dispute în cadrul guvernului și Samuel a retras treptat, partidul din coaliția guvernamentală, mai întâi obținând dreptul de a se sustrage disciplinei de coaliție și a vota împotriva tarifelor. În octombrie 1932 ministrii liberali au demisionat din guvern, dar au continuat să susțină „Guvernul Național” în Parlament.
În cele din urmă, în noiembrie 1933, Samuel și grosul deputaților liberali s-au alaturat opoziției. El a rămas liderul partidului până în 1935 când și-a pierdut locul în parlament.
În anul 1937 a primit titlul nobiliar de viconte. Mai târziu, în acelaș an, a susținut politica primului ministru conservator Neville Chamberlain de conciliere față de Hitler, în ceea ce privește ștergerea vinei Germaniei pentru primul război mondial și retrocedarea coloniilor luate de la Germania la sfârșitul acestui război.  El a refuzat oferta lui Chamberlain de a ocupa un post în guvern.
În anul 1938 Samuel a sprijinit mișcarea pentru Kindertransport de a oferi azil în cadrul unor familii din Regatul Unit unor copii evrei aflați în primejdie în Germania nazistă.
În anii 1944-1955 Sir Herbert Samuel a devenit liderul fracțiunii Partidului Liberal în Camera Lorzilor. În timpul alegerilor generale din 1951 Samuel a fost cel dintâi politician britanic care a vorbit într-o emisiune politică televizată.
Herbert Samuel a murit la Londra în 1963 la vârsta de 93 ani.

## Viața privată
La 17 noiembrie 1897 Samuel s-a căsătorit cu o verișoara primară, Beatrice Miriam Franklin, fiica bancherului Ellis Abraham Franklin. Ei au avut trei fii și o fiică.
Unul din fii, Edwin Herbert samuel, a servit în Legiunea Evreiască și ulterior s-a stabilit în Statul Israel.
Biofiziciana britanică Rosalind Franklin a fost fiica unui nepot al său.